# 前19年
| 千纪： | 前1千纪 |
| 世纪： | 前2世纪 \| 前1世纪 \| 1世纪                                                                                |
| 年代： | 前40年代 \| 前30年代 \| 前20年代 \| 前10年代 \| 前0年代 \| 0年代 \| 10年代                                 |
| 年份： | 前24年 \| 前23年 \| 前22年 \| 前21年 \| 前20年 \| 前19年 \| 前18年 \| 前17年 \| 前16年 \| 前15年 \| 前14年 |
| 纪年： | 西汉鸿嘉二年                                                                                               |

## 逝世
- 高朱蒙，高句麗開國國君。（前59年出生）